# Верхньотуломське водосховище
68°35′00″ пн. ш. 31°12′00″ сх. д. / 68.583333333333° пн. ш. 31.2° сх. д.
Верхньотуломське водосховище (рос. Верхнетуломское водохранилище) — водосховище на Кольському півострові, Росія
Утворено греблею Верхнетуломської ГЕС на річці Тулома і озері Нотозеро. Заповнене в 1964 - 1965. Площа водного дзеркала 745 км², об'єм 11,5 км ³, довжина 85 км, найбільша ширина 20 км, середня глибина 15 м. В результаті заповнення водою опинилося затопленим селище Рістікент.
Площа сточища 17,1 тис км². Рівень водосховища змінюється в межах 6 м, воно здійснює багаторічне регулювання стоку. Впадають річки Нота і Лотта. Створено за для енергетики, лісосплаву, рибальства і водопостачання. На водосховищі розташовано селище Верхньотуломський. Висота над рівнем моря - 80 м.